# Oliver Merkel (Fußballspieler, 1963)
Oliver Merkel (* 13. Februar 1963) ist ein ehemaliger deutscher Fußballspieler.

## Sportliche Laufbahn
Der 1,82 Meter große Mittelfeldspieler ging im Sommer 1983 aus dem Nachwuchsoberligateam der SG Dynamo Dresden in die Liga zur ASG Vorwärts Neubrandenburg. Mit der Armee-Elf aus dem gleichnamigen Bezirk und dessen Hauptstadt gelang ihm 1983/84 in der Staffel A der Spitzenplatz. Aufgrund von Strukturveränderungen in der Armeesportvereinigung Vorwärts trat das Team um Oliver Merkel, der in 21 Saisonpartien neun Tore erzielt hatte, aber zur Aufstiegsrunde nicht mehr an.
Der gelernte Schlosser blieb nach der Auflösung von Vorwärts Neubrandenburg im Sommer 1984 zweitklassig und kehrte in den Bezirk Dresden zurück. In der zweiten Saison mit der BSG Fortschritt Bischofswerda gelang Merkel der Aufstieg ins Oberhaus des DDR-Fußballs. Im Spieljahr 1986/87 debütierte der damals 23-jährige Fußballer am 1. Spieltag beim 0:0 im Heimauftakt gegen seine frühere Gemeinschaft, die SG Dynamo Dresden.
Trotz des Abstiegs der Schiebocker blieb der Oberligadebütant erstklassig. Für zwei Jahre lief er für den FC Carl Zeiss Jena in der höchsten Spielklasse der DDR auf. Mit den Jenaern erreichte er in seiner ersten Saison unter den Kernbergen parallel zum Meisterschaftsgeschehen das Finale im FDGB-Pokal, in dem Merkel aber nicht eingesetzt wurde. Durch das Double des BFC Dynamo qualifizierte sich der unterlegene FC Carl Zeiss dennoch für den Europapokal. Im Europapokal der Pokalsieger 1988/89 war der Mittelfeldakteur in drei Partien (ein Treffer) am Ball.
Im Sommer 1989 wechselte Merkel innerhalb Thüringens zum FC Rot-Weiß Erfurt. In der Wendesaion 1989/90 konnte er in elf Spielen für die Erfurter keinen Treffer markieren. Insgesamt sind für ihn vom August 1986 bis zum Mai 1990 63 Oberligapartien mit drei Toren notiert.
Kurz vor der Wiedervereinigung heuerte die Offensivkraft in Baden-Württemberg an. Mit dem SSV Reutlingen 05 spielte er drei Spielzeiten in der Amateur-Oberliga. Der Aufstieg in die 2. Bundesliga glückte dem Team aus dem Stadion an der Kreuzeiche nicht. Nach dem Titel in der baden-württembergischen Amateur-Oberliga 1991/92 scheiterten die Reutlinger in der sich anschließenden bundesweiten Aufstiegsrunde in der Gruppe 4 an der SpVgg Unterhaching.
Zwischen 1993 und 1997 kickte Merkel für den FV Biberach. Nach dem Aufstieg aus der Verbandsliga Württemberg 1994, spielte der frühere Reutlinger mit dem Team aus Biberach an der Riß in der nunmehr viertklassigen Oberliga.
Für die Spielzeit 1997/98 der damals viertklassigen Oberliga Nordost war Markel nach einem Jahrzehnt zurück in Bischofswerda. Nach Rang 4 mit dem Bischofswerdaer FV 08 im ersten Jahr, belegten die Schiebocker 1998/99 den 5. Platz.
Seine Karriere ließ der ehemalige ostdeutsche Erstligakicker von 1999 bis 2002 beim FV Dresden 06 Laubegast ausklingen. In der Meistersaison 2001/02 des Laubegaster Teams in der Sachsenliga stellte er mit 18 Toren in 25 Spielen noch einmal seine Torgefährlichkeit unter Beweis.